# Victorine Meurent
Victorine-Louise Meurent (také Meurant) (18. února 1844 Paříž – 17. března 1927 Colombes) byla francouzská malířka a slavná modelka slavných malířů. Nejznámější je jako oblíbený model Édouarda Maneta. Byla nejen modelkou, ale byla také umělkyní, která pravidelně vystavovala na prestižních pařížských Salonech. V roce 1876 byly její obrazy vybrány pro výstavu na Salonu, a Manetova práce doporučena nebyla.

## Životopis

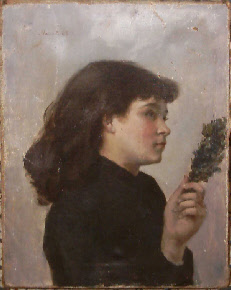
Victorine Meurent, Le jour des rameaux (Den Větviček) či Palm Sunday (Palmová neděle), rok 1880

Victorine Meurent se narodila v Paříži v rodině řemeslníků. Její otec byl patinátor a matka kloboučnice. Modelkou se stala ve věku šestnácti let ve studiu Thomase Coutura a možná také studovala umění v ateliéru jeho ženy. Pro Maneta pracovala poprvé jako modelka v roce 1862 pro jeho obraz The Street Singer. Byla oblíbenou modelkou jednak pro svou drobnou postavu, která jí přinesla přezdívku La Crevette (kreveta), ale i pro její zrzavé vlasy, které tak jasně svítí v Manetově akvarelové kopii Olympie. Meurentová nejen malovala, také hrála na kytaru a na housle, učila hru na tyto dva nástroje a zpívala v kavárnách.
Její jméno zůstane navždy spojeno s Manetovými uměleckými díly z roku 1863, The Luncheon on the Grass(Snídaně v trávě) a Olympia, na kterých je zobrazena nahá. V té době byla také modelkou Edgara Degase a belgického malíře Alfreda Stevense. Oba byli blízcí přátelé Maneta. Její vztah se Stevensem byl údajně obzvláště blízký.
Manet využíval Meurentovou jako modelku do začátku let 1870, kdy se ona začala věnovat spíše klasickému umění. Manet s ní nesouhlasil a tak došlo k ocizení, neboť Manet nebyl příznivcem jejího akademického stylu malby. Poslední Manetův obraz, ve kterém se Meurentová objeví je Gare Saint-Lazare (Nádraží Saint-Lazare). V roce 1875 Meurentová začala studovat u portrétisty Étienne Leroye. Následující rok poprvé přihlásila vlastní práci do Salonu a její práce byla přijata. Porota toho roku zamítla Manetův obraz Bourgeoise de Nuremberg au XVIe siècle. Meurentové obraz přihlášený na Académie des Beaux-Arts v roce 1879 byl vystaven ve stejné místnosti jako obraz Manetův. Své práce vystavovala také v letech 1885 a 1904. Na Salonu Meurentová vystavovala šestkrát. Z finančních důvodů pokračovala v modelování, v letech 1880 pro Norberta Goeneutte, umělce známého svými lepty a pro Henri de Toulouse-Lautreca.
V roce 1903 se stala Meurentová členkou Société des Artistes Français s podporou Charlese Hermann-Leona a Tonyho Roberta-Fleuryho, zakladatelů Société. V roce 1906 se Meurentová přestěhovala na předměstí Paříže, do Colombes, kde žila po zbytek svého života se ženou jménem Marie Dufour. Je možné, že dům vlastnili společně. Meurentová zemřela 17. března 1927.
Po smrti Dufourové v roce 1930 byl obsah domu zlikvidován; vše včetně houslí bylo spáleno.

## Victoria Meurentová v Manetových obrazech

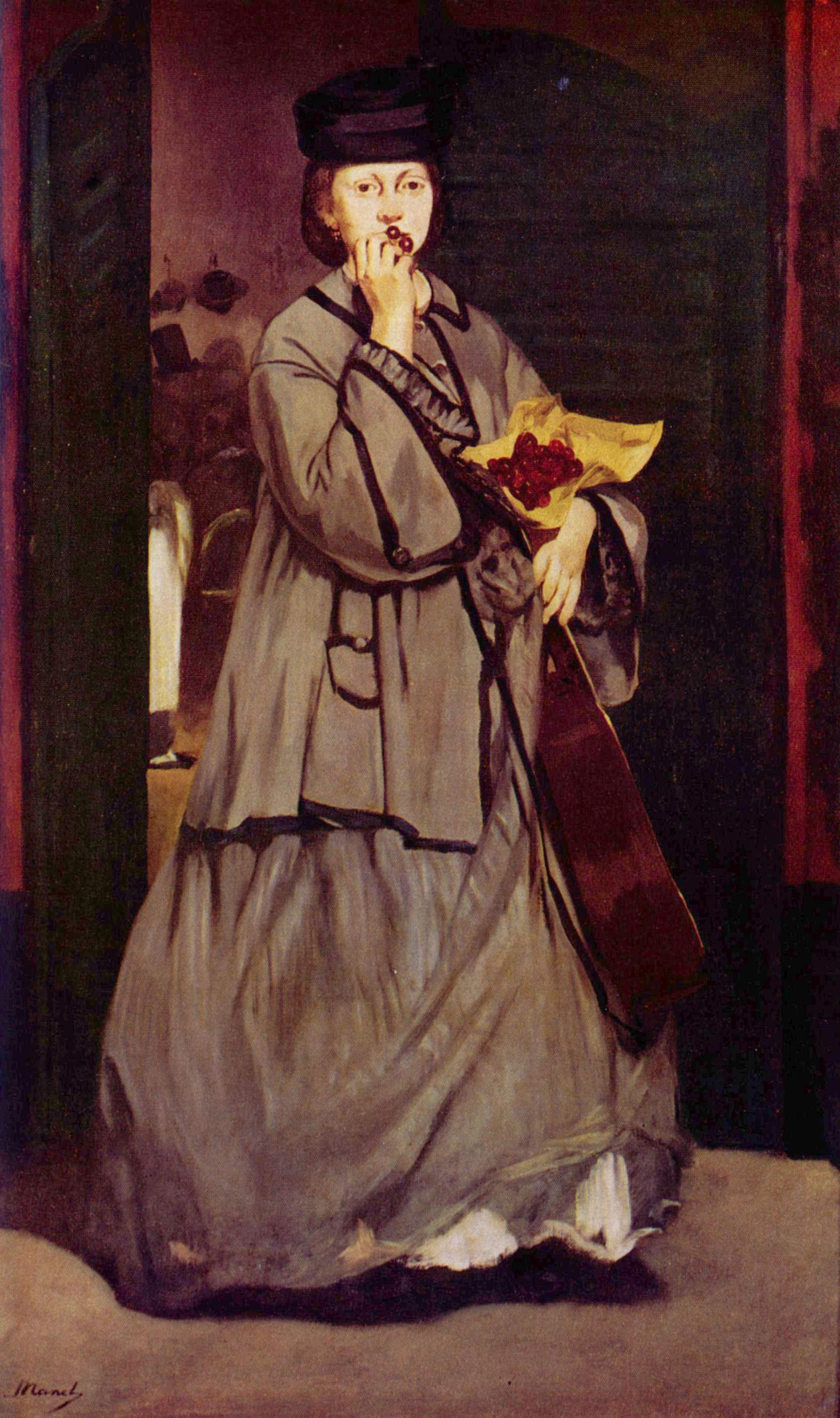
Street Singer (Pouliční zpěvačka), Museum of Fine Arts,Boston 1862
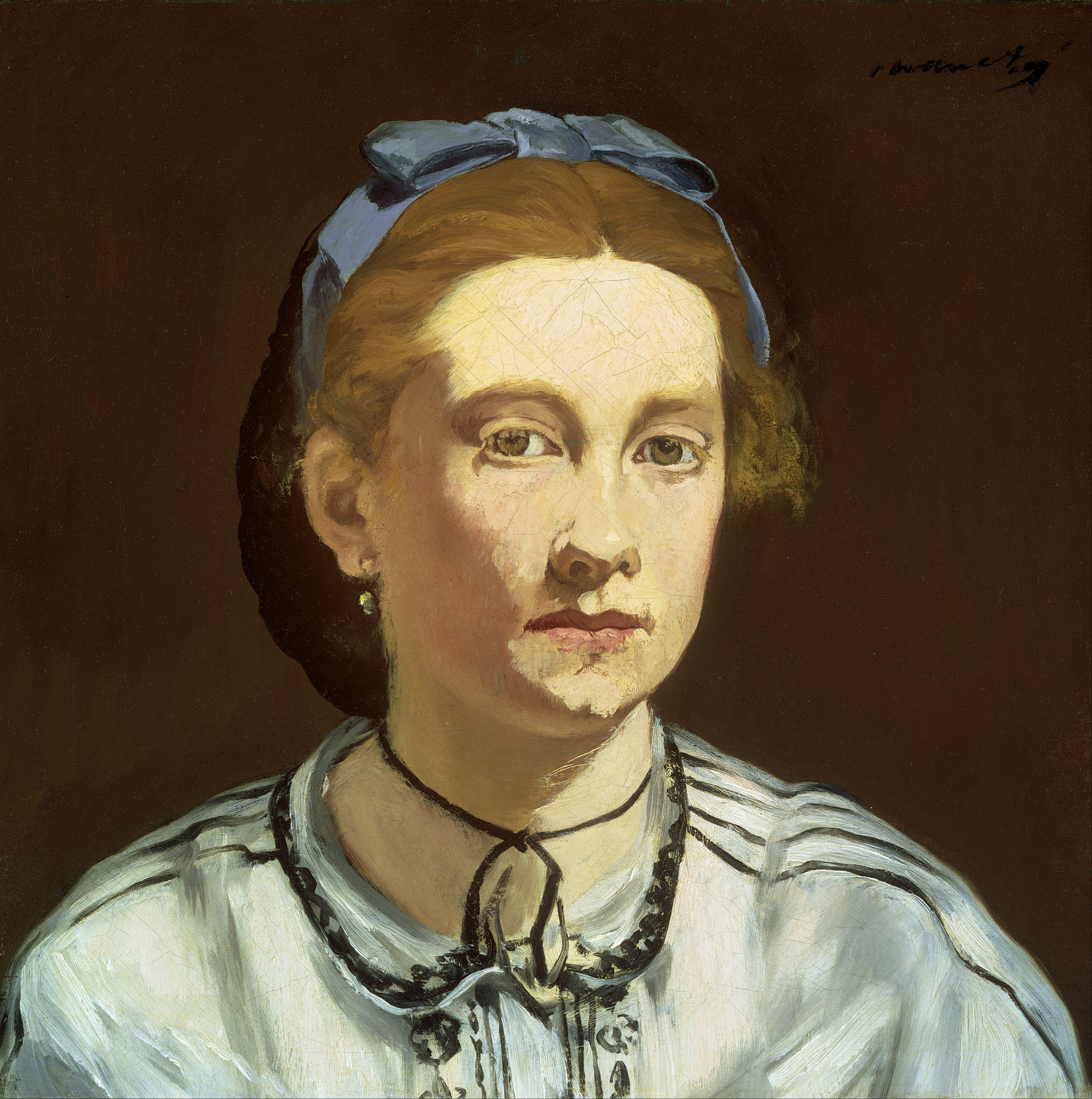
Portrait of Victorine Meurent (Portrét V.Meurent) Museum of Fine Arts, Boston 1862
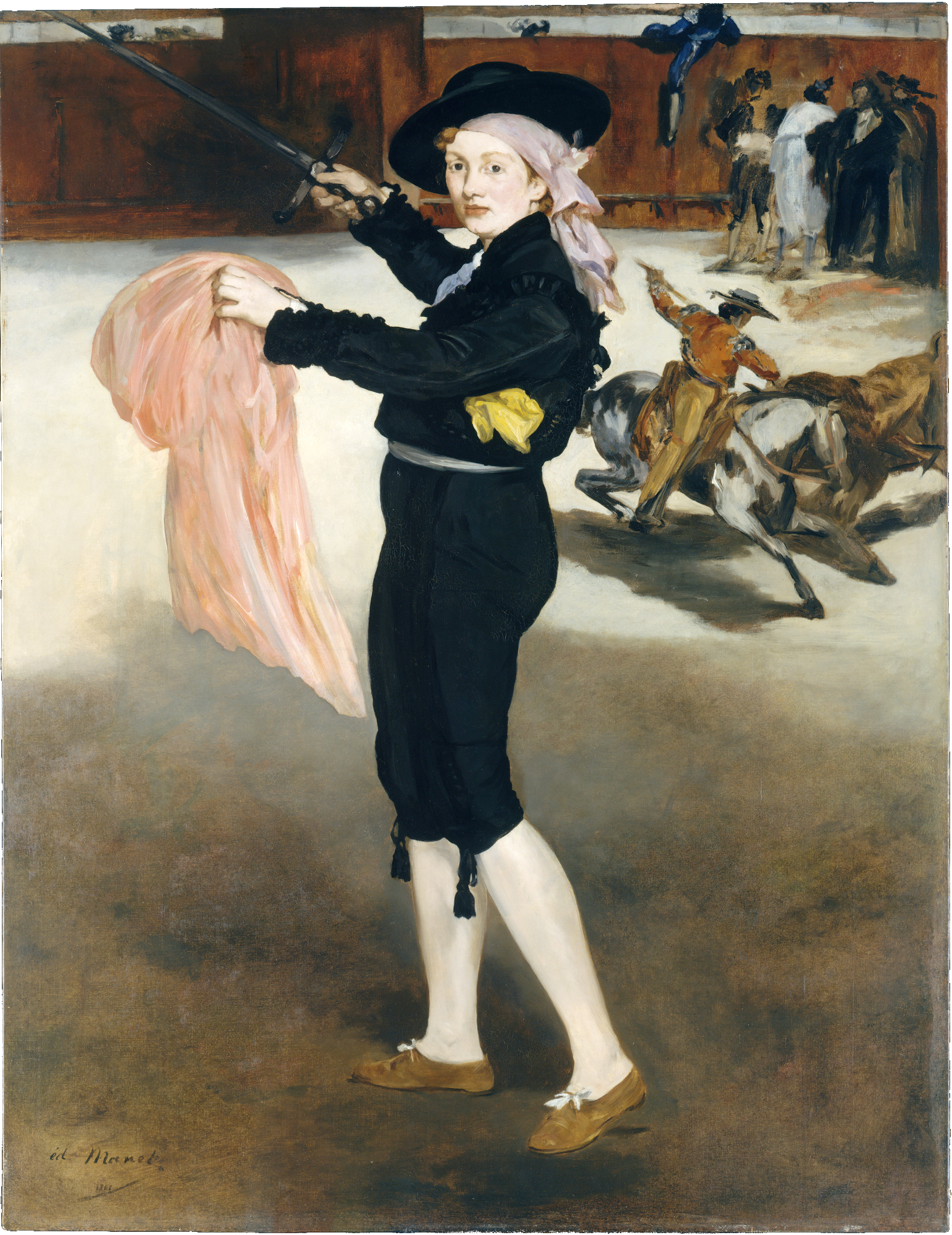
Mlle. Victorine in the Costume of a Matador (Victorine v kostýmu matadora) Metropolitan Museum of Art 1862
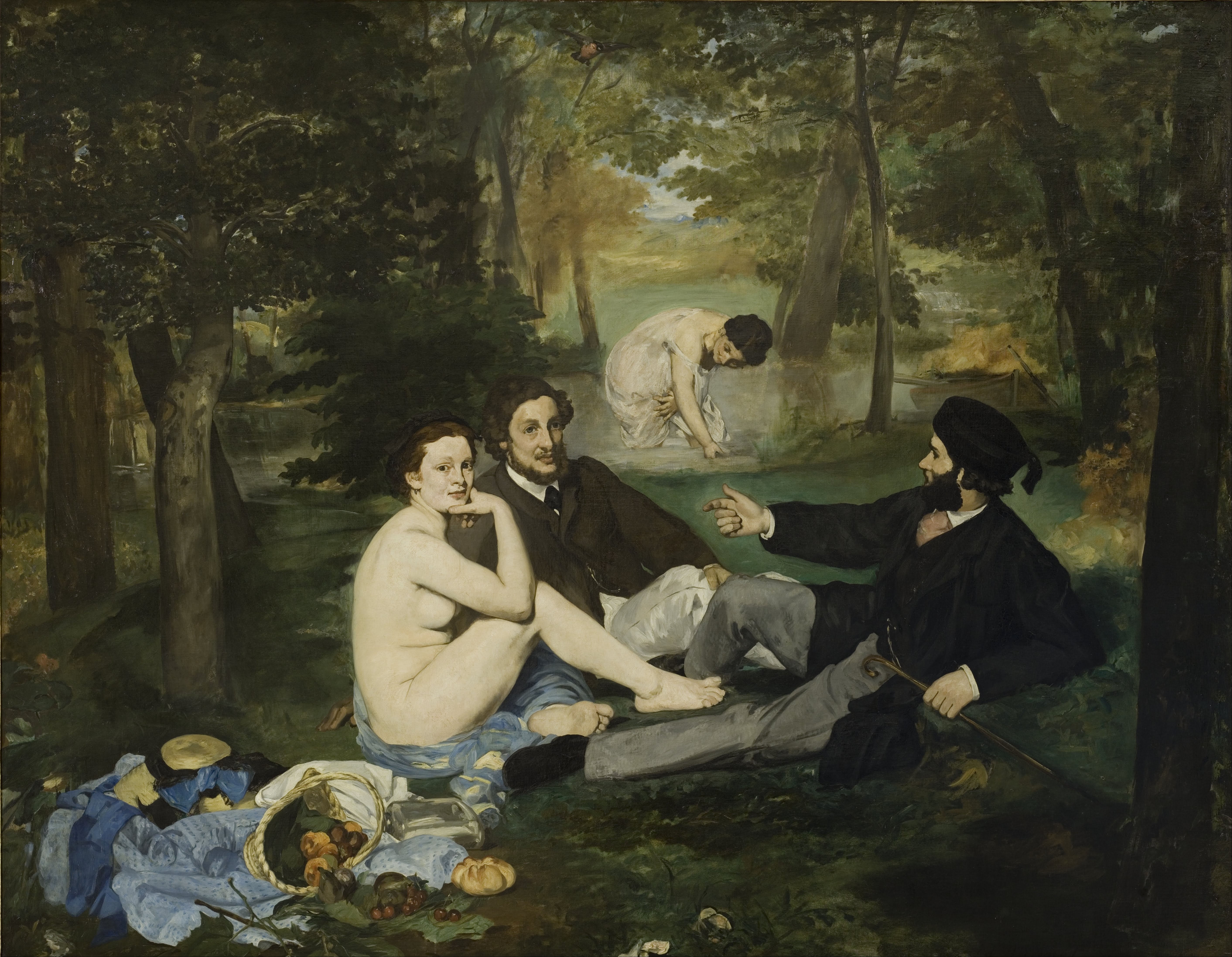
Déjeuner sur l'Herbe (Snídaně v trávě) Musée d'Orsay 1862–1863
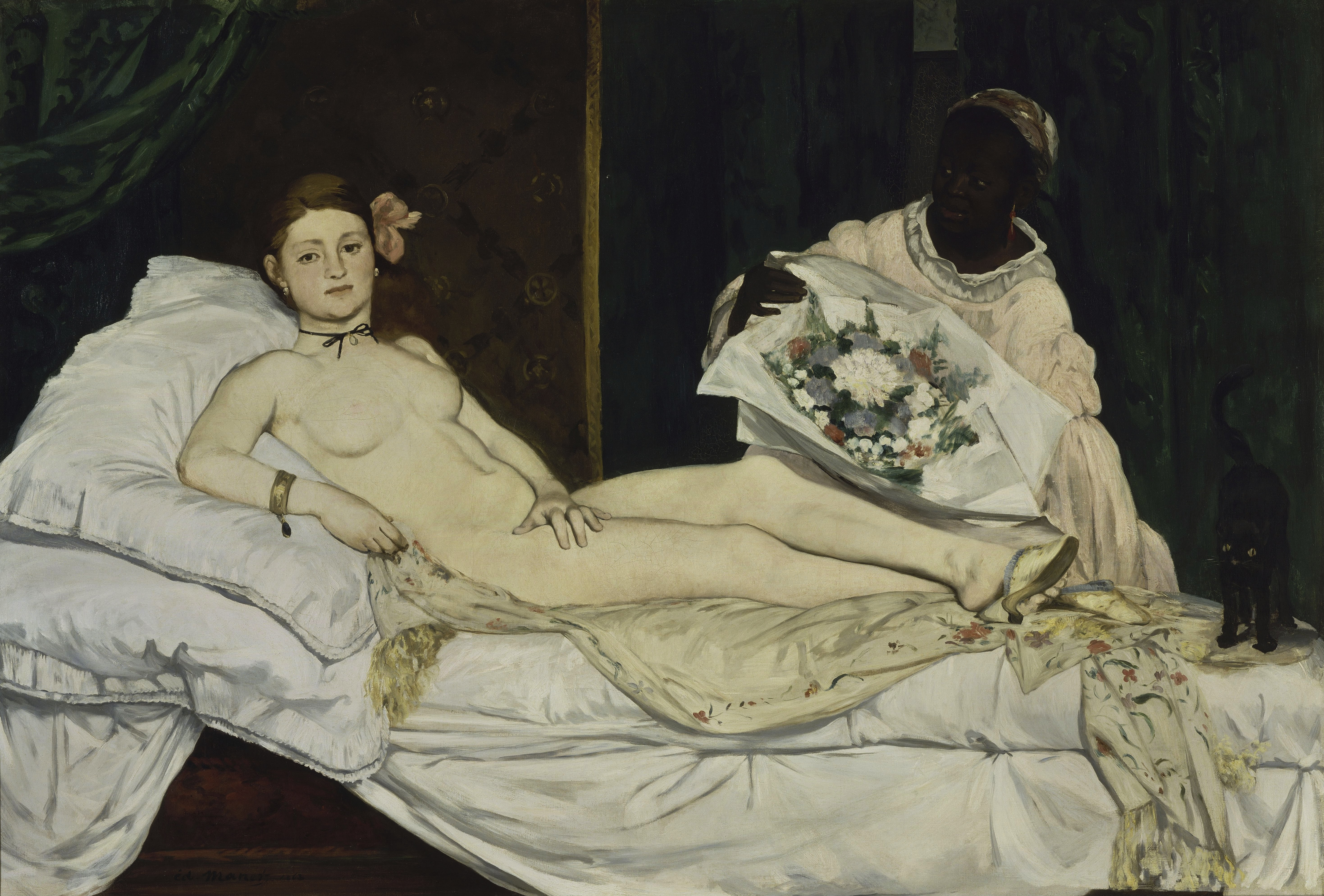
Olympia Musée d'Orsay 1863
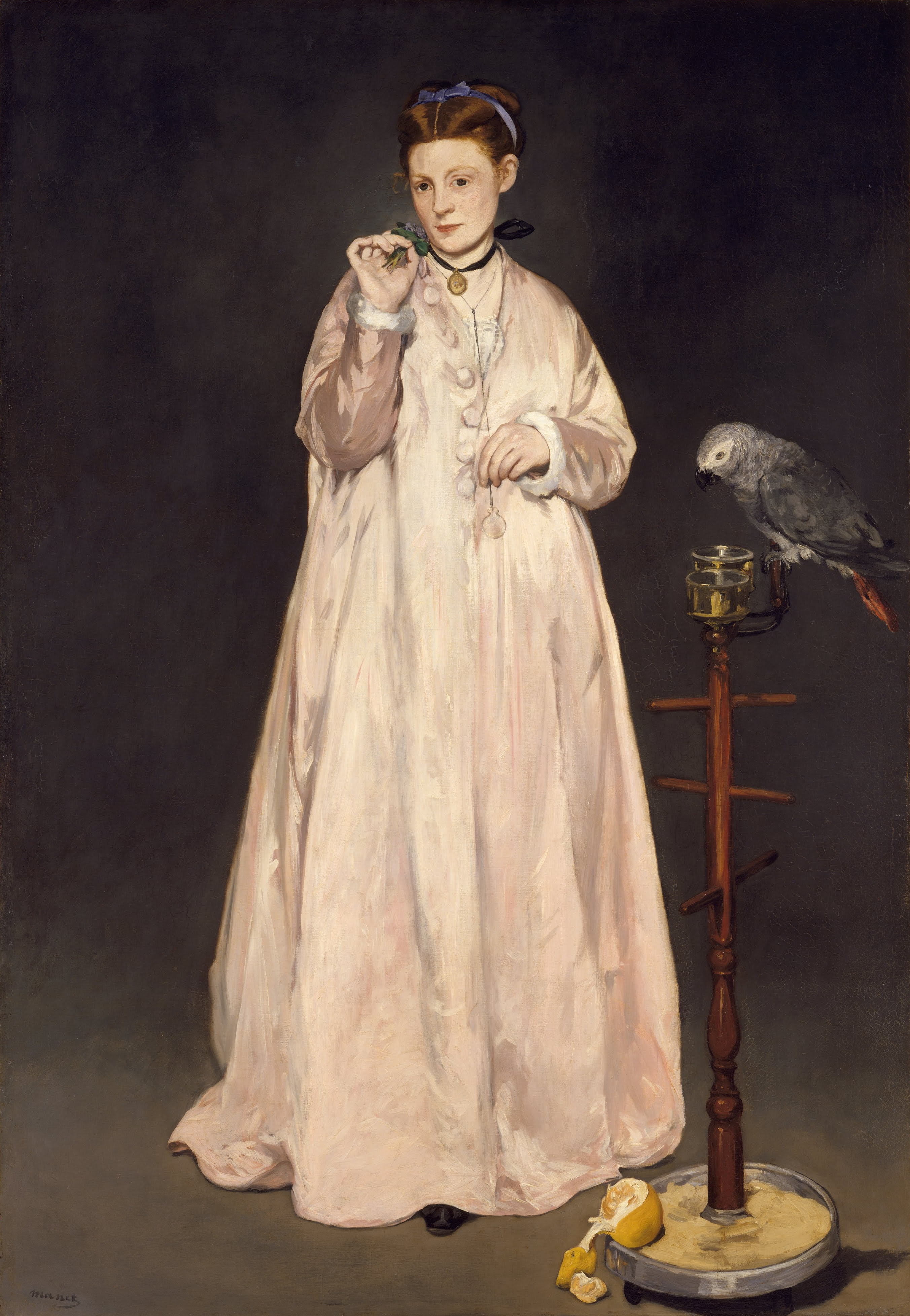
Woman with Parrot (Žena s papouškem) Metropolitan Museum of Art 1866
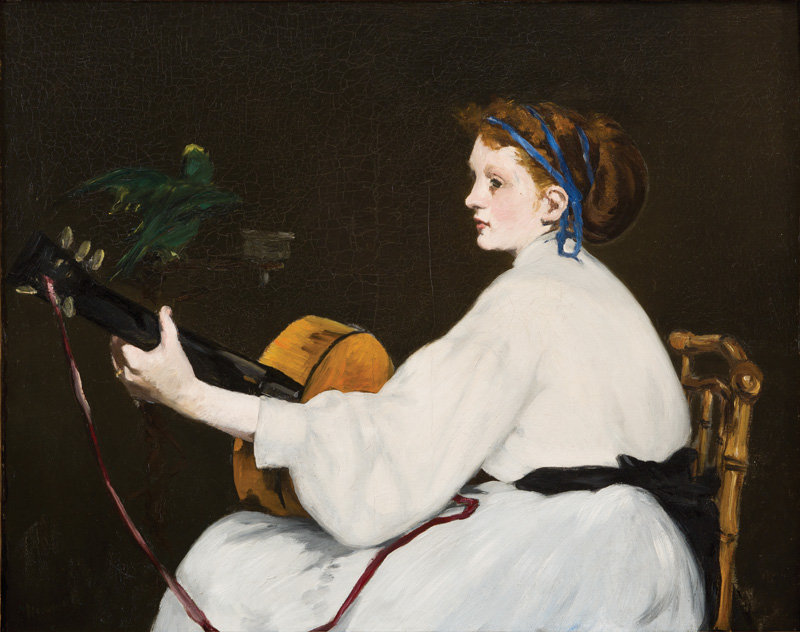
The Guitar Player (Hráčka na kytaru), Hill-Stead Museum c.1866
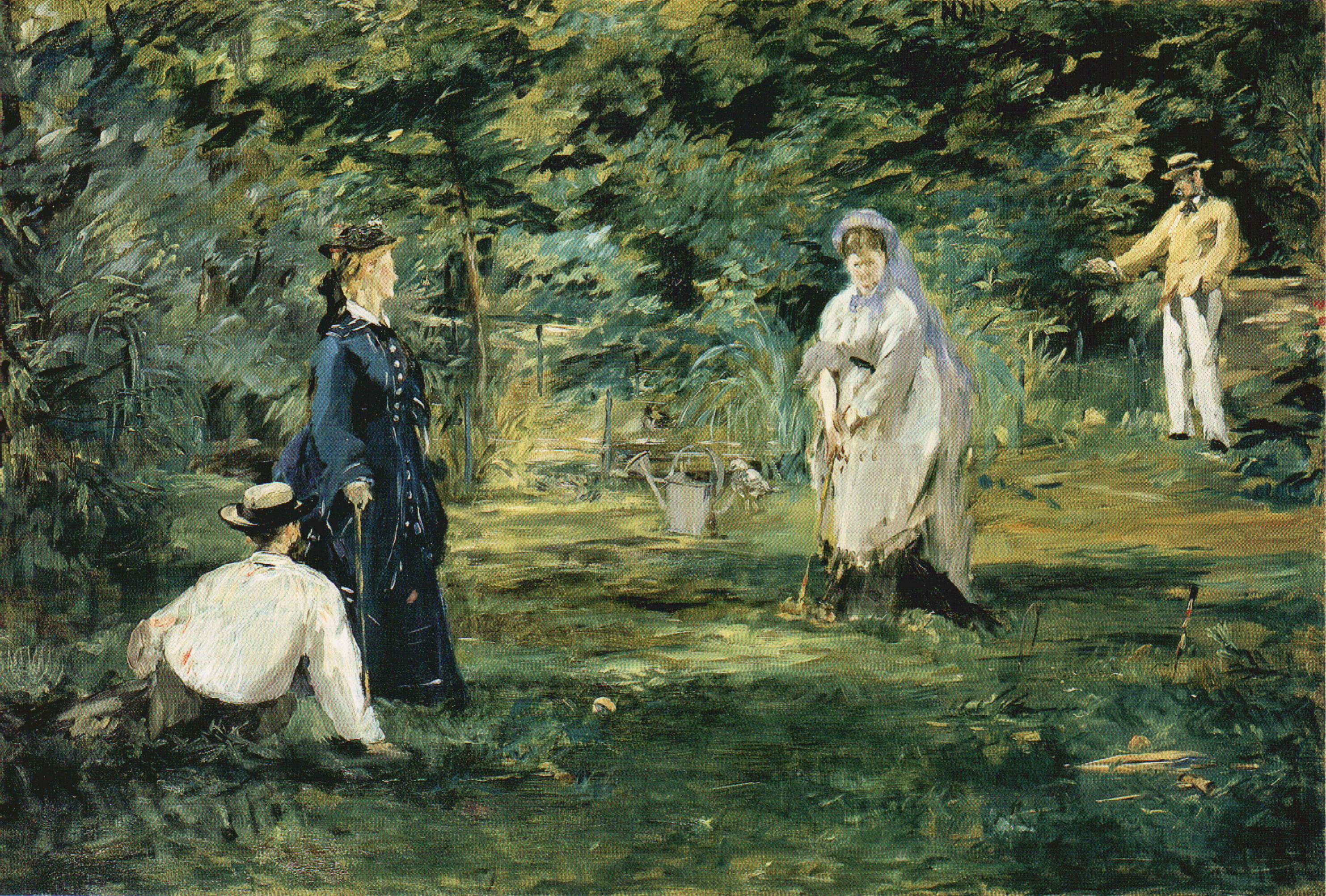
The Croquet Game (Kriket) Städel Museum 1873
The Railway (Železnice), National Gallery of Art, Washington, D.C. 1873